# عين الحمرا
عين عبد العال قرية سورية تتبع ناحية مركز جسر الشغور في منطقة جسر الشغور في محافظة إدلب. بلغ عدد سكانها 1164 نسمة في عام 2004 حسب إحصاء المكتب المركزي للإحصاء.